# Los Zetas
Los Zetas (também conhecido como The Zs) foi um sindicato criminoso mexicano, anteriormente um dos mais perigosos cartéis de drogas do México. Eles eram conhecidos por se envolverem em táticas de choque e pavor brutalmente violentas, como decapitações, torturas e assassinatos indiscriminados. Embora se preocupavam principalmente com o tráfico de drogas, a organização também administrava esquemas lucrativos de sexo e armas. Los Zetas também operava por meio de esquemas de proteção, assassinato, extorsão, sequestro e outras atividades ilegais. A organização estava sediada em Novo Laredo, Tamaulipas, do outro lado da fronteira de Laredo, Texas. As origens do Los Zetas remontam ao final da década de 1990, quando comandos do Exército Mexicano abandonaram suas ocupações como militares e começaram a trabalhar como o braço de execução do Cartel do Golfo. Em fevereiro de 2010, Los Zetas foi desmembrada e formou sua própria organização criminosa, rivalizando com o Cartel do Golfo.
A certa altura, eles eram o maior e mais expansivo cartel de drogas do México em termos de presença geográfica, ultrapassando seus rivais, o Cartel de Sinaloa, em território físico. No entanto, nos últimos tempos, Los Zetas se fragmentou e viu sua influência diminuir. A partir de março de 2016, o Grupo Bravo e Zetas Vieja Escuela formaram uma aliança com o Cartel do Golfo contra o Cartel Del Noreste. Em março de 2019, o congressista republicano do Texas, Chip Roy, apresentou um projeto de lei que listaria o Cartel Del Noreste, Los Zetas, Cartel de Jalisco Nova Geração e Cartel do Golfo como organizações terroristas estrangeiras. O ex-presidente dos Estados Unidos, Donald Trump, também manifestou interesse em designar cartéis como organizações terroristas. No entanto, tais planos foram interrompidos a pedido do presidente mexicano Andrés Manuel López Obrador.

## História

### Etimologia
Los Zetas recebeu o nome de seu primeiro comandante, Arturo Guzmán Decena, cujo código de rádio da Polícia Judiciária Federal era "Z1", um código dado a oficiais de alta patente.

### Fundação
Depois que Osiel Cárdenas Guillén assumiu o controle do Cartel do Golfo em 1997, ele se viu em uma violenta guerra territorial. Para proteger sua organização e liderança de cartéis de drogas rivais e do Exército mexicano, Cárdenas procurou Decena, um tenente aposentado do exército. Decena atraiu mais de trinta desertores da elite do Grupo Aeromóvil de Fuerzas Especiales (GAFE) para se tornarem seus guarda-costas pessoais e, posteriormente, como sua ala mercenária. Esses desertores foram aliciados com salários muito superiores aos que recebiam dos militares. Alguns desses ex-membros do GAFE receberam treinamento em comando e guerra urbana das Forças Especiais de Israel e dos EUA.
Uma vez que Guillen consolidou seu poder, ele ampliou as responsabilidades de Los Zetas, que passaram a organizar sequestros, esquemas de proteção, extorsão, garantindo rotas de abastecimento e tráfico de cocaína conhecidas como plazas e executando seus inimigos, muitas vezes com extrema violência. No entanto, em novembro de 2002, Decena foi morto em uma ação militar em um restaurante em Matamoros, Tamaulipas, permitindo que Heriberto Lazcano Lazcano ("Z3") assumisse o controle do grupo. Em resposta ao crescente poder do Cartel do Golfo, o rival Cartel de Sinaloa estabeleceu Los Negros, um grupo executor semelhante a Los Zetas, mas não tão complexo ou bem-sucedido. Após a prisão de Guillen em março de 2003 e sua extradição em 2007, os Zetas assumiram um papel de liderança mais ativo dentro do Cartel do Golfo e sua influência cresceu dentro da organização.
Os membros dos Zetas variam de policiais federais, estaduais e locais corruptos e ex-funcionários do Exército dos Estados Unidos, aos ex-Kaibiles, as forças especiais do exército guatemalteco. Com o tempo, muitos dos trinta e um membros originais dos Zetas foram mortos ou presos; vários homens mais jovens preencheram o vácuo, mas o grupo atualmente existente permanece longe da eficiência de suas origens paramilitares.
Los Zetas foi parcialmente responsável por um aumento qualitativo na brutalidade da violência vista durante a Guerra contra o narcotráfico no México. Ao contrário de outros cartéis, os Zetas não compravam alianças, mas aterrorizavam seus inimigos. Como o cartel era bastante novo na época, ele competia com cartéis mais estabelecidos usando extrema violência e crueldade como forma de guerra psicológica. Eles torturaram vítimas, penduraram corpos e massacraram indiscriminadamente. Eles preferiram assumir o controle do território no estilo militar, mantendo-o por meio da força bruta e explorando suas oportunidades criminosas. Embora seu treinamento militar tenha se diluído com o tempo, sua brutalidade não. Cartéis rivais que lutavam contra os Zetas começaram a adotar algumas de suas táticas, aumentando ainda mais a violência no país. Como outros grupos do crime organizado subseqüentemente copiaram os métodos brutais e supérfluos dos Zetas para garantir que eles pudessem sobreviver, isso resultou na escalada da violência no México para níveis muito mais altos e para novas formas. Algumas dessas torturas mais recentes e estilos de execução hiperviolentos incluíam práticas como esfolamento e castração, bem como exibições públicas das vítimas.

### Separação do Cartel do Golfo
Após a captura e extradição de Cárdenas, Los Zetas tornou-se tão poderoso que superou em número e superou o Cartel do Golfo em receita, adesão e influência em 2010. Como resultado desse desequilíbrio, o Cartel tentou reduzir a influência de seus próprios executores e acabou instigando uma guerra civil. Além disso, o Cartel, por meio de suas narcomantas em Matamoros e Reynosa, acusou Los Zetas de expandir suas operações para assassinato, roubo, extorsão, sequestro – ações com as quais o Cartel supostamente discordava. Los Zetas respondeu colocando suas próprias narcomantas em Tamaulipas, observando que eles haviam realizado execuções e sequestros sob as ordens do Cartel e foram originalmente criados para esse único propósito. Além disso, o Los Zetas acusou o Cartel de usá-los como bode expiatório pelos assassinatos de civis inocentes.
Os relatórios variam sobre quem desencadeou a separação formal e por quê. Algumas fontes afirmam que Guillén, irmão de Cárdenas e um dos sucessores do Cartel do Golfo, era viciado em jogos de azar, sexo e drogas, levando Los Zetas a perceber sua liderança como uma ameaça à organização. Outros relatos mencionam, no entanto, que a divisão ocorreu devido a um desentendimento sobre quem assumiria a liderança do cartel após a extradição de Cárdenas. Os candidatos do Cartel eram Guillén e Jorge Eduardo Costilla Sánchez, enquanto Los Zetas queriam entregar a liderança a seu próprio chefe, Lazcano. O Cartel também teria começado a buscar uma trégua com o rival Cartel de Sinaloa, que Los Zetas não queria reconhecer, supostamente preferindo uma aliança com o Cartel dos Beltrán-Leyva. Samuel Flores Borrego, tenente do Cartel, matou o tenente dos Zetas Sergio Peña Mendoza, conhecido como "El Concorde 3", devido a um desentendimento sobre o corredor de drogas de Reynosa, que ambos protegiam. Los Zetas exigiram que o Cartel entregasse o assassino, mas eles recusaram.
Quando as hostilidades começaram, o Cartel uniu forças com seus ex-rivais, o Cartel de Sinaloa e La Familia Michoacana, com o objetivo de eliminar Los Zetas. Consequentemente, Los Zetas aliou-se ao Cartel dos Beltrán-Leyva, ao Cartel de Juárez e ao Cartel de Tijuana.

### Luta interna no Los Zetas
No início de 2010, Miguel Treviño Morales, o ex-segundo em comando do Los Zetas, teria assumido a liderança do Zetas e deslocado Lazcano. Lazcano estava inicialmente contente por ter Morales em suas fileiras, mas supostamente deu a Morales muito poder e subestimou sua natureza violenta. A liderança ativa de Morales lhe rendeu a lealdade e o respeito de muitos em Los Zetas, levando muitos a pararem de prestar homenagem a Lazcano. Los Zetas são inerentemente um grupo de crime organizado instável com uma longa história de violência brutal e com a possibilidade de mais se as lutas internas continuarem e se eles lutarem sem um comando central.

### Ataques
Los Zetas também realizaram vários massacres e ataques a civis e cartéis rivais, como:
- o massacre de San Fernando em 24 de agosto de 2010, onde 72 migrantes foram encontrados mortos;[61]
- o massacre de San Fernando entre 6 de abril–7 de junho de 2011, onde 193 pessoas foram mortas;[62]
- o massacre de 27 agricultores na Guatemala (descoberto em 15 de maio de 2011);[63]
- o ataque ao cassino de Monterrey em 25 de agosto de 2011, onde 52 pessoas foram mortas;[64]
- a briga na prisão de Altamira, em 4 de janeiro de 2012, onde 31 presos do Cartel do Golfo foram mortos;[65]
- o motim na prisão de Apodaca, em 19 de fevereiro de 2012, onde 44 presos do Cartel do Golfo foram mortos e 37 Zetas escaparam da prisão.[66][67]

Além disso, fontes revelam que Los Zetas também podem ser responsáveis por:
- a explosão do oleoduto Puebla em 2010, que matou 28 pessoas, feriu 52 e danificou mais de 115 casas;[68]
- o massacre de 2011 em Allende, Coahuila, onde cerca de 300 a 500 civis foram mortos depois que os Zetas acusaram dois homens locais de trair a organização;[69]
- o tiroteio do Festival BPM, em 16 de janeiro de 2017, que matou cinco pessoas (dois mexicanos, um norte-americano, um canadense e um italiano)[70] e 15 feridos[71] na boate Blue Parrot em Playa del Carmen. Uma grande placa pintada à mão foi pendurada na cidade contendo referências específicas ao BPM e seu co-fundador e foi assinada por "El Fayo Z".[72]

### Status atual
Em 2011, apenas 10 dos 34 zetas originais permaneciam foragidos, e até hoje a maioria deles foi morta ou capturada pelas forças policiais e militares mexicanas.
A partir de 2012, Los Zetas controlava 11 estados do México, tornando-se o cartel de drogas com o maior território do país. Seus rivais, o Cartel de Sinaloa, perderam alguns territórios para Los Zetas e caíram de 23 estados para 16.
No início de 2012, o governo do México intensificou sua ofensiva contra os Zetas com o anúncio de que cinco novas bases militares serão instaladas nas principais áreas de operação do grupo.
Em 9 de outubro de 2012, a Marinha mexicana confirmou que o líder do Los Zetas, Heriberto Lazcano Lazcano, havia sido morto em um tiroteio com fuzileiros navais mexicanos em um estado na fronteira com o Texas.
Em uma entrevista em maio de 2013 para o International Crisis Group, o pesquisador Daniel Haering afirmou: "As antigas redes foram interrompidas pelos Zetas e agora os Zetas se desintegraram em Zetillas. Eles são grupos dissidentes ('grupúsculos'), não grandes operadores."
Em 14 de julho de 2013, foi relatado que o Corpo de Fuzileiros Navais do México capturou o líder Zetas Miguel Treviño Morales, também conhecido como "Z-40" em Anáhuac, Nuevo León, perto da fronteira do estado de Tamaulipas. As autoridades alegam que foi sucedido por Omar Treviño Morales (conhecido como Z-42), seu irmão.
Em 12 de outubro de 2013, as autoridades mexicanas capturaram o suposto principal agente do Zetas, Gerardo Jaramillo, conhecido como "El Yanqui". Sua prisão acabou resultando na descoberta e apreensão de um grande esconderijo de armas Zetas e estoque de suprimentos, incluindo "fuzis de assalto, vários lançadores de granadas, revistas, 2.000 cartuchos de munição de vários calibres, colete à prova de balas e balaclavas".
Em 9 de maio de 2014, um dos membros fundadores, Galindo Mellado Cruz, e quatro outros homens armados foram mortos em um tiroteio depois que as forças de segurança mexicanas invadiram o esconderijo de Cruz na cidade de Reynosa.
Em 3 de março de 2015, as forças de segurança mexicanas prenderam o último líder conhecido da estrutura remanescente dos Zetas, Omar Treviño Morales (conhecido como "Z-42") em um subúrbio de Monterrey, Nuevo León.
Em 23 de março de 2015, Ramiro Pérez Moreno (também conhecido como "El Rana"), um potencial sucessor de "Z-42", foi capturado, junto com outros 4 homens, carregando 6 quilos de cocaína e maconha, fuzil e uma granada de mão.
Em 9 de fevereiro de 2018, as autoridades mexicanas prenderam o novo líder José María Guízar Valencia, conhecido como "Z-43", na Cidade do México, no bairro de Roma. Os Estados Unidos ofereceram uma recompensa de 5 milhões de dólares por sua captura, ele é responsável por importar milhares de quilos de cocaína e metanfetamina para os EUA todos os anos e assassinou um número incontável de civis guatemaltecos durante a tomada sistemática da região fronteiriça guatemalteca.
Em 9 de abril de 2019, José Roberto Stolberg Becerra, também conhecido como "La Barbie", foi preso em Jalisco. Ele teria sido o líder da facção Los Zetas la Vieja Escuela do cartel.
Em 26 de maio de 2019, um agente do Los Zetas nos municípios de Las Choapas e Agua Dulce de Veracruz foi preso pela Marinha Mexicana.
No início de julho de 2019, os líderes do Los Zetas, Jorge Antonio "El Yorch" Gloria Palacios, o segundo em comando da facção Cartel Del Noreste (CDN) dos Los Zetas, e Hugo "El Ganso" Sanchez Garcia, que atuou como chefe do Los Zetas em San Fernando, foram detidos pelas autoridades mexicanas.
Em janeiro de 2020, o líder regional do Los Zetas, José Carmen N., também conhecido como "El Comandante Reyes", foi preso em Oaxaca. Acredita-se que ele esteja no comando das operações da quadrilha em 12 municípios de Veracruz, incluindo Acayucan, Minatitlán e Coatzacoalcos, conhecidas como as cidades mais violentas do estado. No mesmo mês, Verónica Hernández Giadáns, procuradora-geral de Veracruz, admitiu que sua prima Guadalupe "La Jefa" Hernández Hervis era de fato chefe de operações do Los Zetas e também uma estreita associação do ex-líder do Los Zetas, Hernán "El Comandante H" Martínez Zavaleta, preso em 2017.
Em março de 2020, o agente sênior do Los Zetas, Hugo Alejandro Salcido Cisneros, também conhecido como "El Porras" ou "Comandante Pinpon", foi morto em um tiroteio com a polícia em Novo Laredo. Salcido Cisneros era o líder da Tropa del Infierno, um grupo de assassinos sob a direção da fração Cartel Del Noreste (CDN) de Los Zetas. Vários outros pistoleiros da Tropa del Infierno também ficaram feridos nos confrontos.
Em maio de 2020, Moisés Escamilla, líder dos "Zetas Velha Escola" morreu na prisão após contrair o COVID-19.

## Corrupção no Estado de Tamaulipas

### Corrupção política

A violência das drogas e a corrupção política estão assolando o estado mexicano de Tamaulipas, sede do Cartel do Golfo e Los Zetas.

A violência das drogas e a corrupção política que assolaram Tamaulipas, o estado natal do Cartel do Golfo e Los Zetas, alimentou temores de que se torne um "estado falido" e um paraíso para traficantes de drogas e criminosos. O massacre de 72 migrantes e a descoberta de valas comuns em San Fernando, o assassinato do candidato ao governo Rodolfo Torre Cantú, a crescente violência entre os cartéis e a incapacidade do estado de garantir a segurança levaram alguns analistas a concluir que "nem o governo regional nem o federal têm controle sobre o território de Tamaulipas".
Embora a violência relacionada às drogas já existisse muito antes da Guerra contra o narcotráfico no México, muitas vezes acontecia em níveis discretos, com o governo "fazendo vista grossa" em troca de subornos enquanto os traficantes cuidavam de seus negócios - desde que não houvesse violência. Durante o governo de 71 anos do Partido Revolucionário Institucional (PRI), o governo mexicano realizaria as prisões habituais e permitiria que os negócios do cartel continuassem.
Depois que o PRI perdeu o poder para o Partido da Ação Nacional (PAN) nas eleições presidenciais de 2000, todos os "acordos" entre o governo anterior e os cartéis foram perdidos junto com a pax mafiosa. Tamaulipas não foi exceção; de acordo com o político do PAN, Santiago Creel, o PRI em Tamaulipas vinha protegendo a organização Golfo-Zeta há anos. O PAN afirmou que as eleições governamentais em Tamaulipas provavelmente encontrarão uma "influência do crime organizado".
Além disso, há acusações formais de que três ex-governadores de Tamaulipas – Manuel Cavazos Lerma (1993–1999), Tomás Yarrington (1999–2005) e Eugenio Hernández Flores (2005–2010) – tiveram laços estreitos com a organização Golfo-Zeta. Em 30 de janeiro de 2012, o procurador-geral do México emitiu um comunicado ordenando que os governadores e suas famílias permanecessem no país, pois estão sendo investigados por possível colaboração com cartéis. Em 2012, Yarrington foi ainda acusado de lavagem de dinheiro para Los Zetas e o Cartel do Golfo.
Em Tampico, o prefeito Óscar Pérez Inguanzo foi preso em 12 de novembro de 2011 por "exercício impróprio de funções públicas e falsificação" de alguns documentos. Em meados de 2010, tanto Flores quanto o prefeito de Reynosa, Óscar Luebbert Gutiérrez - ambos membros do PRI - foram criticados por afirmar que não houve confrontos armados em Tamaulipas e que a violência generalizada era "apenas um boato". Meses depois, Flores finalmente reconheceu que várias partes de Tamaulipas estavam "sendo invadidas pela violência do crime organizado". Gutiérrez posteriormente reconheceu o trabalho das tropas federais e reconheceu que sua cidade estava passando por "uma escalada de violência".

### Fugas da prisão
Em 25 de março]] de 2010, quarenta internos escaparam de uma prisão federal na cidade de Matamoros.
Em 4 de abril de 2010, em uma prisão em Reynosa, um comboio de dez caminhões lotados de homens armados entrou no recinto da prisão sem resistência, invadiu as celas e libertou treze presos "extremamente perigosos". Oitenta e cinco presos escaparam da mesma prisão de Reynosa seis meses depois.
Em Novo Laredo, em 17 de dezembro de 2010, 141 detentos escaparam de uma prisão federal. O governo federal condenou a fuga em massa da prisão e afirmou que o trabalho das autoridades estaduais e municipais de Tamaulipas carece de medidas de controle eficazes e as instou a fortalecer suas instituições.
Um confronto dentro de uma prisão de segurança máxima em Novo Laredo em 15 de julho de 2011 deixou 7 presos mortos e 59 escaparam. Cinco vigilantes de plantão não foram localizados. O governador de Tamaulipas então reconheceu sua incapacidade de manter presos e prisões federais. Consequentemente, o governo federal designou o Exército Mexicano e a Polícia Federal para guardar algumas prisões até novo aviso; eles também foram encarregados de procurar os fugitivos. Foi relatado que mais de 400 presidiários escaparam de várias prisões de Tamaulipas de janeiro de 2010 a março de 2011 devido à corrupção.
Em 17 de setembro de 2012, em Piedras Negras, Coahuila, mais de 130 detentos de Los Zetas organizaram uma fuga maciça da prisão em plena luz do dia, caminhando diretamente do portão da frente até vários caminhões fora da prisão.

### Corrupção policial
As forças policiais de Tamaulipas são as mais mal pagas do México, apesar de ser um dos estados mais atingidos pela violência das drogas; em Aguascalientes, estado onde os índices de violência são bem menores, os policiais ganham cinco vezes mais do que em Tamaulipas. Como resultado, acredita-se que a maioria das forças policiais em Tamaulipas seja suscetível à corrupção devido aos seus baixos salários e aceite subornos de grupos do crime organizado. O Sistema Nacional de Segurança Pública (SNSP) condenou os baixos salários dos policiais e exigiu que as autoridades estaduais e municipais criem melhores programas de remuneração para os policiais, para que possam ter um salário justo para si e suas famílias.
Embora a Operação Conjunta Nuevo León-Tamaulipas decretada em 2007, juntamente com várias outras operações lideradas por militares do governo federal, tenha trazido milhares de soldados para restaurar a ordem em Tamaulipas, em 9 de maio de 2011, a Polícia Federal e o Exército Mexicano desarmaram todas as forças policiais de Tamaulipas, começando pelas cidades de Matamoros e Reynosa. No mês seguinte, o governo federal foi solicitado a enviar tropas para combater os cartéis do narcotráfico da região, "consolidar ações de segurança pública" e "fortalecer a capacidade de suas instituições". No entanto, as tropas só conseguiram substituir metade dos policiais do estado. Em 7 de novembro de 2011, 650 policiais foram dispensados de suas funções por terem reprovado ou recusado "testes de controle de corrupção".

## Estrutura organizacional e treinamento
Los Zetas montaram acampamentos para treinar recrutas, bem como ex-policiais federais, estaduais e locais corruptos. Em setembro de 2005, o depoimento do então secretário de Defesa Gerardo Clemente Vega ao Congresso mexicano indicou que os Zetas também haviam contratado pelo menos 30 ex-Kaibiles da Guatemala para treinar novos recrutas porque o número de ex-militares das forças especiais mexicanas em suas fileiras havia diminuído. Os locais de treinamento de Los Zetas foram identificados como tendo uma configuração semelhante às instalações militares de treinamento do GAFE.
Os membros do Los Zetas também podem possuir um "Medalhão do Comando Los Zetas" por seus serviços prestados à organização.
É relatado que Los Zetas também usam mulheres em sua estrutura organizacional. Existe uma unidade feminina conhecida como Las Panteras. Essas mulheres usam a sedução para negociar com militares, policiais e políticos para ajudar nos objetivos do Los Zetas. Caso não consigam obter o resultado desejado, podem matar seus alvos. A líder inicial deste grupo foi Ashly "La Comandante Bombón" Narro López; ela foi capturada em 2009 em conexão com o assassinato do general Enrique Tello Quiñones. As mulheres também trabalham no cartel como chefes de praça, administradoras, mediadoras e atiradoras.

### Lista de membros iniciais
Arturo Guzman foi inicialmente encarregado por Cardenas de recrutar 20 homens para assassinar seu rival Rolando Lopez Salinas. Guzman e Lazcano finalmente conseguiram convencer 34 operadores do GAFE a deixar o Exército Mexicano e formar o núcleo de Los Zetas. Os primeiros 14 membros ficaram conhecidos como o "Grupo dos 14" (Grupo de los Catorce) ou simplesmente Los 14.
- Z-1 - Arturo Guzmán Decena - Forças Especiais do Exército Mexicano (GAFE)
- Z-2 - Alejandro Lucio Morales Betancourt - Aviação do Exército Mexicano, Inteligência Militar, GAFE
  - Substituído por Rogelio González Pizaña - Piloto de Helicóptero da Polícia Judiciária Federal
- Z-3 - Heriberto Lazcano Lazcano - Forças Especiais do Exército Mexicano (GAFE)
- Z-4 - Hugo Ponce Salazar - Forças Especiais do Exército Mexicano (GAFE)
- Z-5 - Luis Alberto Guerrero Reyes - 70º Batalhão de Infantaria do Exército Mexicano, GAFE
  - Substituído por Braulio Arellano Domínguez - Forças de Infantaria do Exército Mexicano
- Z-6 - Mateo Díaz López - Forças Blindadas do Exército Mexicano (GAFE)
- Z-7 - Jesús Enrique Rejón Aguilar - Oficial de Ordenação das Forças Especiais do Exército Mexicano (GAFE)
- Z-8 - Óscar Guerrero Silva - Oficial de Logística das Forças Especiais do Exército Mexicano (GAFE)
- Z-9 - Raúl Alberto Trejo Benavides - Forças Especiais do Exército Mexicano (GAFE)
  - Substituído por Galindo Mellado Cruz
- Z-10 - Ernesto Zatarín Beliz - Oficial de Comunicações das Forças Especiais do Exército Mexicano (GAFE)
  - Substituído por Omar Lorméndez Pitalúa - Forças Especiais do Exército Mexicano (GAFE)
- Z-11 - Galindo Mellado Cruz - Forças Especiais do Exército Mexicano (GAFE)
- Z-12 - Luis Reyes Enríquez - Forças Especiais do Exército Mexicano (GAFE)
- Z-13 - Hector Daniel Reyes Reyes - Forças Especiais do Exército Mexicano (GAFE)
- Z-14 - Efraín Teodoro Torres - Suboficial das Forças de Infantaria do Exército Mexicano
- Z-15 - Gustavo González Castro - Forças de Infantaria da Força Aérea Mexicana
- Z-16 - Raúl Lucio Hernández Lechuga - Forças Especiais do Exército Mexicano (GAFE)
- Z-17 - Carlos Vera Calva - Forças Especiais do Exército Mexicano (GAFE)
- Z-18 - Gonzalo Gerezano Escribano - Forças Especiais do Exército Mexicano (GAFE)
- Z-19 - Maxiley Barahona Nadales - Forças Especiais do Exército Mexicano (GAFE)
- Z-20 - Nabor Vargas García - Guarda Presidencial do Exército Mexicano
- Z-22 - Jorge Lucas Hernández Barras - Forças Especiais do Exército Mexicano (GAFE)
- Z-23 - Flavio Mendez Santiago - Forças Especiais do Exército Mexicano (GAFE)
- Z-24 - Javier Almazán Baldera - Forças Especiais do Exército Mexicano (GAFE)
- Z-25 - Germán Torres Jiménez - Forças de Infantaria do Exército Mexicano
- Z-27 - Juan Pedro Saldivar-Farías - Forças Especiais do Exército Mexicano (GAFE)
- Z-44 - Sergio Enrique Ruiz-Tlapanco - Polícia Judiciária Federal do Exército Mexicano

### Território

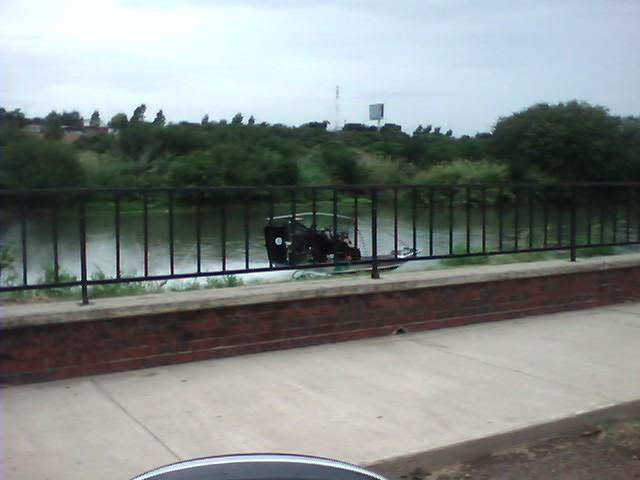
Patrulha de Fronteira dos Estados Unidos patrulhando o Rio Grande em um aerobarco em Laredo, Texas.

No início de 2010, analistas indicaram que Los Zetas era o maior grupo do crime organizado no México em termos de presença geográfica. Eles estão baseados principalmente na região fronteiriça de Novo Laredo e Coahuila, com centenas mais em todo o país. Eles colocaram vigias nos destinos de chegada, como aeroportos, estações de ônibus e estradas principais. Além de realizar atividades criminosas ao longo da fronteira, eles operam em todo o Golfo do México, nos estados do sul de Tabasco, Yucatán, Quintana Roo e Chiapas, e nos estados da Costa do Pacífico de Guerrero, Oaxaca e Michoacán, bem como na Cidade do México.
Eles também estão ativos em vários estados dos Estados Unidos, incluindo o Texas. O cartel também tem importantes áreas de atuação na Guatemala, onde suas operações teriam começado em 2008. Eles são ativos na Europa, especificamente na Itália com a 'Ndrangheta.
No início de 2012, foi relatado que os Zetas estão operando na fronteira norte da Venezuela com a Colômbia e se uniram ao grupo colombiano chamado Los Rastrojos. Juntos, eles controlam as rotas do narcotráfico na colombiana La Guajira e no estado venezuelano de Zulia, a Colômbia como país produtor e a Venezuela como principal rota portuária para os EUA e a Europa.

### Rivalidades
As indicações do rompimento da aliança entre o Cartel do Golfo e Los Zetas começaram em setembro de 2009. Em 24 de fevereiro de 2010, pistoleiros a bordo de centenas de caminhões marcados como CDG, XXX e M3 - as insígnias do Cartel - entraram em confronto com pistoleiros Zetas nas cidades do norte de Tamaulipas. O confronto entre esses dois grupos começou em Reynosa e depois se expandiu para Novo Laredo e Matamoros. A guerra então se espalhou por onze municípios de Tamaulipas, nove deles na fronteira com o Texas. Logo, a guerra atingiu os estados vizinhos de Tamaulipas, Nuevo León e Veracruz. Seu conflito também se espalhou para o solo dos Estados Unidos, onde assassinos do cartel mataram dois membros do Zeta em Brownsville, Texas, em 5 de outubro de 2010.
Os confrontos entre os dois grupos paralisaram temporariamente cidades inteiras em plena luz do dia. Muitos dos municípios em Tamaulipas foram descritos por testemunhas como "zonas de guerra", com muitas empresas e residências incendiadas. Em meio à violência e ao pânico, as autoridades locais e a mídia tentaram minimizar a situação e alegaram que "nada estava acontecendo", mas os fatos eram impossíveis de encobrir.
Por muitos anos, houve longas batalhas entre os cartéis do Golfo e de Sinaloa, que acabaram levando os dois a reavaliar a situação e decidir se esse combate era ou não do interesse de qualquer uma das organizações. A complexidade e vantagem territorial de Los Zetas forçou o Cartel do Golfo a buscar uma aliança com o Cartel de Sinaloa e La Familia Michoacana.

### Aliados
Após o conflito com o Cartel do Golfo, Los Zetas uniram forças com o Cartel dos Beltrán-Leyva (que estava simultaneamente se separando do Cartel de Sinaloa), bem como com o Cartel de Juárez e a organização do Cartel de Tijuana ou Arellano Félix, para neutralizar a aliança do Cartel do Golfo, Cartel de Sinaloa e La Familia Michoacana. Desde fevereiro de 2010, os principais cartéis se alinharam em duas facções, uma formada pelo Cartel de Juárez, Cartel de Tijuana, Los Zetas e Cartel de Beltrán-Leyva; a outra facção integrada pelo Cartel do Golfo, Cartel de Sinaloa e Cartel La Familia Michoacana.

#### Estados Unidos
Em um relatório de 2010, observou-se que as gangues de rua Sureños mantêm laços com o cartel Los Zetas na Califórnia e na Carolina do Sul. Um relatório recente do FBI mostra que as gangues de rua dos EUA estão se aproximando dos cartéis mexicanos. Dentro dos Estados Unidos, Los Zetas estão usando as redes sociais como meio de comunicação entre os dois países e também estão usando os sites como meio de recrutamento de jovens aspirantes a membros que, em sua percepção, veem as ações do cartel como glorificadas e são capazes de pergunte como eles podem participar. Além disso, os Sureños compartilham conexões com Los Zetas, assim como as gangues Mara Salvatrucha, Mafia Mexicana e Latin Kings. Los Zetas usavam as principais rodovias dos Estados Unidos, como I-10, I-40 e I-35, para levar suas drogas a diferentes cidades. Algumas dessas cidades incluem Chicago e Houston.

#### Venezuela
Em 13 de fevereiro de 2017, o vice-presidente venezuelano Tareck El Aissami foi sancionado pelo Departamento do Tesouro dos Estados Unidos sob a Foreign Narcotics Kingpin Designation Act, com autoridades americanas acusando-o de facilitar o envio de drogas da Venezuela para o México e os Estados Unidos, congelando milhões de dólares em ativos. supostamente sob o controle de El Aissami. A acusação incluía alegações de que El Aissami havia traficado drogas para Los Zetas.

## Batidas policiais
Devido ao treinamento de contrainsurgência de alto nível dos membros iniciais das forças armadas mexicanas, Los Zetas tem sido notoriamente difícil de interromper. Apesar disso, as operações do Los Zetas foram interrompidas com sucesso pelas agências policiais dos Estados Unidos e do México. Los Zetas Após uma investigação bilateral de aplicação da lei chamada Operação Black Jack, executada pelo ATF, DEA, ICE e FBI, três esconderijos Zeta foram identificados no México e invadidos pelas forças de segurança federais mexicanas, libertando mais de 40 indivíduos sequestrados, e fazendo a maior apreensão de armas da história do México; incluía 540 fuzis, incluindo 288 fuzis de assalto e vários rifles calibre .50, 287 granadas de mão, 2 armas antitanque M72 LAW, 500.000 cartuchos de munição, 67 coletes balísticos, 3 armas antiaéreas e 14 bananas de dinamite.
Em outubro de 2008, o FBI alertou que uma célula dos Zetas no Texas envolveria a aplicação da lei com uma resposta tática completa, caso a aplicação da lei tentasse intervir em suas operações. O líder da célula foi identificado como Jaime González Durán (The Hummer), que posteriormente foi preso em 7 de novembro de 2008, na cidade fronteiriça de Reynosa, Tamaulipas.
Em fevereiro de 2009, o governador do Texas, Rick Perry, anunciou um programa chamado Plano de Contingência da "Operação Border Star" para proteger a fronteira se os Zetas cumprissem suas ameaças de atacar os oficiais de segurança dos EUA. Este projeto incluiu o uso de tanques, aviões e a Guarda Nacional "como medida preventiva sobre o possível colapso do Estado mexicano" para proteger a fronteira de um ataque dos Zetas e receber um eventual êxodo de mexicanos em fuga da violência.
Em 2012, o governo Obama impôs sanções ao Los Zetas como um dos quatro principais grupos transnacionais do crime organizado, juntamente com o Brothers' Circle da Rússia, o Yamaguchi-gumi (Yakuza) do Japão e a Camorra da Itália.
Também em 2012, os Estados Unidos anunciaram uma recompensa de 5 milhões de dólares por informações que levassem à captura bem-sucedida de Miguel Treviño Morales. Treviño Morales é conhecido em Los Zetas como Z-40. Em 12 de junho de 2012, Z-40 e dois de seus irmãos foram presos e indiciados por acusações no Texas após batidas e dezenas de prisões no Novo México, Texas e Oklahoma.
Há uma grande falta de financiamento enviado ao México pelos Estados Unidos para combater Los Zetas, embora eles abordem o México na mídia como sua maior preocupação. A Mérida Initiative, implementada pelo governo Bush nos Estados Unidos, sugeriu que 1,4 bilhão de dólares em fundos seriam enviados ao México durante um período de três anos para combater o narcotráfico da Fronteira Estados Unidos–México ao Panamá, mas poucos desses fundos ainda não foram recebidos no México. Além disso, o governo Obama fez um esforço muito modesto em apoio ao país em dificuldades, embora o ex-Czar antidrogas Barry McCaffrey tenha dito ao Congresso que Mérida era 'uma gota no balde'" e que os Estados Unidos "não podem se dar ao luxo de têm um narco-estado como [seu] vizinho".

## Cartel da Operação Anonymous
A operação para expor informações de pessoas que trabalham com Los Zetas, apelidada de Operação Cartel, teria sido iniciada como resultado do sequestro de um membro do Anonymous durante a Operação Paperstorm em Veracruz, uma cidade outrora pacífica.
O New York Times mencionou que Los Zetas tem acesso a software de rastreamento sofisticado devido ao fato de terem se infiltrado nas agências policiais mexicanas e que o anonimato online pode não ser proteção suficiente para os usuários da internet.

## Na cultura popular
- No curta de 2011 Keep Your Enemies Closer, o chefe do Los Zetas é um perigoso traficante chamado Jimmy "The King" Agilar (interpretado por Manny Pérez);
- No filme Predadores, de 2010, um dos personagens principais, Cuchillo (interpretado por Danny Trejo) é um executor implacável e infame dos Los Zetas;
- Los Zetas são o foco principal do episódio da terceira temporada de Gangland To Torture or to Kill (3x11). Neste episódio, além de mostrar os crimes brutais cometidos por Los Zetas, o episódio é focado em um notório membro do cartel: Rosalio Bart Reta (um notório sicário de Los Zetas conhecido por se tornar um Los Zetas sicario na adolescência );
- A série de televisão da Netflix/Univision, El Chapo, retrata Los Emes como uma versão semi-ficcionalizada de Los Zetas que mantém uma aliança com o Cartel do Golfo e eventualmente trava um sangrento tiroteio com o Cartel de Sinaloa pelo controle de Novo Laredo.
- O documentário da Apple TV+, Cowboy Cartel, mostra como os Zetas entraram nos Estados Unidos através do turfe, a investigação do FBI e a queda da organização criminosa.